# Ataque de Ayorou de 2017
El ataque de Ayorou se produjo el 21 de octubre de 2017, cuando militantes armados atacaron un puesto militar nigerino en la aldea de Ayorou, en el suroeste de Níger, y mataron a 13 gendarmes. 

## Descripción
El ataque, que se produjo pocas semanas después de que un ataque similar en la zona matara a cuatro soldados estadounidenses y cuatro nigerinos, fue llevado a cabo por hombres armados que cruzaron la porosa frontera desde Malí. Al amanecer, militantes en 4 o 5 vehículos y motocicletas y armados con ametralladoras y lanzacohetes atacaron a policías paramilitares en Ayorou, una pequeña ciudad a orillas del río Níger, a 200 kilómetros (125 millas) al noroeste de Niamey. Trece gendarmes murieron y otros cinco resultaron heridos. Al menos uno de los atacantes también murió. Los atacantes huyeron cuando llegaron refuerzos policiales y los persiguieron hasta la frontera. En mayo anterior se llevó a cabo una redada similar en el mismo puesto de avanzada.
En un comunicado emitido por la embajada de Estados Unidos, Washington D. C. condenó enérgicamente el ataque y ofreció sus condolencias a las familias de las víctimas.